# Walter Bedell Smith
Walter Bedell Smith, ameriški general, diplomat, veleposlanik, pisatelj in poslovnež, * 5. oktober 1895, Indianapolis, Indiana, ZDA, † 9. avgust 1961, Walter Reed Army Hospital, Washington, D.C.

## Življenjepis
1911 je vstopil v nacionalno gardo Indiane; nakar je 27. novembra 1917 vstopil v Kopensko vojsko Združenih držav Amerike kot rezervni pehotni častnik. 1918 je sodeloval v bojih v Franciji v sestavi 4. pehotne divizije. Ko  je George C. Marshall postal Načelnik Generalštaba Kopenske vojske ZDA, je postavil svojega varovanca za pomočnika sekretarja generalštaba KOV ZDA. Septembra 1941 je napredoval na položaj sekretarja in februarja 1942 na položaj ameriškega sekretarja pri zavezniškem Combined Chiefs of Staff. Med 1943 in 1945 je bil načelnik generalštaba pri Eisenhowerju. V tej vlogi je sodeloval pri načrtovanju operacije Bakla in leta 1945 organiziral kapitulacijo Wehrmachta. Dwight Eisenhower ga je klical »najboljši general, ki je organiziral vojno.«
Po drugi svetovni vojni je med 1946 in 1948 služil kot prvi ameriški veleposlanik v Moskvi pri ZSSR. Med 1949 in 1950 je bil poveljujoči general 1. ameriške armade. 
21. avgusta 1950 ga je predsednik ZDA Harry S. Truman predlagal za direktorja CIE; senat ZDA je to potrdil 28. avgusta istega leta, nakar je 7. oktobra 1950 prisegel kot direktor CIE. To dolžnost je opravljal do 9. februarja 1953, ko se je upokojil iz KOV ZDA.
1953 je postal podsekretar države. 1955 se je upokojil in postal podpredsednik United Fruit Company. Umrl je 9. avgusta 1961 zaradi srčnega napada. Pokopan je na pokopališču Arlington.

## Napredovanja
- 27. november 1917 - rezervni pehotni poročnik
- julij 1918 - aktivni poročnik
- ? - nadporočnik
- ? - stotnik
- ? - major
- ? - podpolkovnik
- ? - polkovnik
- ? - brigadni general
- ? - generalmajor
- 13. januar 1944 - generalporočnik
- ? - general

## Zanimivosti
1. V filmu Patton ga je upodobil Ed Binns.